# Till havs
Till havs är en dikt av den finlandssvenska poeten Jonatan Reuter (1859–1947), med inledningsorden "Nu blåser havets friska vind".

## Tonsättningar
1. År 1917 tonsatte Jean Sibelius texten för manskör. Den ingår i "Fem sånger för manskör" (opus 84).[1] Sången finns insjungen av Akademiska sångföreningen på cd:n För ögonblicket[2], Lunds studentsångare på cd:n Sköna maj[3] och av Ylioppilaskunnan Laulajat på cd:n The Voice of Sibelius[4].
2. År 1922 tonsattes sången av Gustaf Nordqvist som en del av "Tre sånger" för soloröst och piano eller orkester.[5][6] Sången var ett av Jussi Björlings paradnummer.